# Valdemone (olio di oliva)
Valdemone è un olio di oliva a Denominazione di origine protetta prodotto nella Sicilia Nord-orientale. Comprende tutti i comuni della città metropolitana di Messina, ad eccezione di Floresta, Mojo Alcantara e Malvagna.
Deve essere prodotto almeno per il 70% dalle seguenti varietà: Santagatese, Ogliarola Messinese, Minuta,   Olivo   di  Mandanici  o  Calabrese,  Nocellara  Messinese, Ottobratica,  Brandofino, Verdello e S. Benedetto, variamente presenti.